# АЕК-971
АЕК-971 — советский автомат, разработанный в 1978 году на заводе имени Дегтярёва в Коврове под руководством Станислава Ивановича Кокшарова на основе автомата системы Константинова (СА-006), участвовавшего в конкурсе 1974 года.
В 2013—2015 годах модификация АЕК-971 под названием «А-545» принимала участие в конкурсе на новый общевойсковой автомат. В апреле 2015 года заместитель председателя коллегии Военно-промышленной комиссии сообщил о том, что автомат будет принят на вооружение вместе с АК-12.

## История
АЕК-971 был разработан для участия в 1978 году в конкурсе «Абакан», объявленном Министерством обороны СССР, в ходе которого предпочтение было отдано автомату Никонова (АН-94, который впоследствии получил свое второе название — «Абакан»). Первоначальный вариант отличается от современных образцов, поскольку многие новшества были восприняты Министерством обороны как излишние, что привело к упрощению автомата. В 1990-х годах автомат был модифицирован и выпускался небольшими партиями до 2006 года для различных силовых служб России, после чего производство формально было перенесено на Завод имени Дегтярёва. Производство автоматов на новом месте не ведётся, поскольку развёртывание потребовало значительных затрат, которые не окупятся без поступления крупных заказов.

## Конструкция
АЕК-971 выполнен по традиционной компоновочной схеме (переднее положение магазина) и конструктивно в значительной мере повторяет автомат Калашникова — используется поворотный затвор и автоматика перезарядки на основе газового поршня, который приводится в движение пороховыми газами, отводимыми через газоотводную трубку над стволом. Автомат спроектирован под патрон калибром 5,45×39 мм, имеются также варианты данного автомата под патрон 5,56 мм НАТО (АЕК-972) и 7,62×39 мм (АЕК-973). Для питания используются стандартные магазины от АК-74 (индексы 6Л20 и 6Л23) или АКМ, в зависимости от калибра.
Схема автоматики переработана для устранения одного из недостатков автомата Калашникова — недостаточно высокой кучности автоматического огня, причиной которой является тряска автомата от перемещения затворной группы при перезарядке каждого патрона в процессе стрельбы. С этой целью в АЕК-971 реализована схема со сбалансированной автоматикой на основе газового поршня (аналогичная схема применена в более поздних автоматах АК-107 и АК-108). В узел автоматики добавлен балансир, соответствующий по массе затворной группе. Затворная рама и балансир связаны через зубчатые рейки и шестерню, ось которой укреплена в ствольной коробке. Поршни рамы и балансира играют роль передней и задней стенок газовой камеры. В момент выстрела под давлением пороховых газов они начинают одновременно двигаться в противоположных направлениях с равными скоростями, и импульсы их движения компенсируют друг друга. В результате смещение оружия, вызванное работой автоматики, получается минимальным. Кучность стрельбы очередями из неустойчивых положений заметно улучшается, превосходя аналогичную у АК-74М в 1,5-2 раза.
Корпус АЕК-971 — металлический, цевьё, пистолетная рукоятка и ствольная накладка выполнены из высокопрочной пластмассы. Флажок предохранителя-переводчика режимов огня выведен на обе стороны ствольной коробки (слева — только переводчик). Механизм обеспечивает три режима стрельбы: одиночными, непрерывными очередями и очередями с отсечкой по 3 выстрела (в раннем варианте отсечка была по 2 выстрела). На автомате предусмотрены посадочные места для крепления штык-ножа 6Х4 и подствольного гранатомёта (ГП-25 «Костёр», ГП-30 «Обувка» или ГП-34). Прицел секторный, аналогичный прицелу АК-74, прицельная колодка расположена перед крышкой ствольной коробки. Приклад на первоначальном варианте был складной влево, затем его сменил постоянный приклад, а в современном варианте он стал складным вправо. В первой модели автомата имелся дульный тормоз-компенсатор с возможностью изменения отверстий (увеличивать и уменьшать при стрельбе из устойчивых и неустойчивых положений соответственно), в позднем варианте его заменил компенсатор от АК-74.

## Характеристики
Характеристики кучности стрельбы очередями позднего (упрощённого) варианта АЕК-971 в сравнении с АК-74 улучшаются на 15—20 %, а в сравнении с автоматом Никонова выявлена худшая точность второго попадания при стрельбе очередями, но лучшая кучность при стрельбе длинными очередями. Гарантийный ресурс нового автомата равен таковому у АК-74 и составляет 10 000 выстрелов. Боевая скорострельность — 40 выстрелов в минуту при стрельбе одиночными и 100 выстрелов в минуту при стрельбе очередями. Темп стрельбы составляет 800—900 выстрелов в минуту (в раннем варианте — около 1500 выстрелов в минуту) в обоих автоматических режимах (в отличие от АН-94 «Абакан», у которого при стрельбе с отсечкой очереди темп значительно выше). Дульная энергия для калибра 5,45 мм — около 1500 Дж при начальной скорости пули 880 м/с, для 7,62 мм — около 2200 Дж .

## Варианты
- АЕК-971 — базовый вариант под патрон 5,45×39 мм (Индекс ГРАУ — 6П67). Имеет модификацию А-545 (с минимальными изменениями), принятую на вооружение.
- АЕК-972 — вариант АЕК-971 под патрон 5,56×45 мм НАТО.
- АЕК-973 — вариант АЕК-971 под патрон 7,62×39 мм (Индекс ГРАУ — 6П68), использует магазины от АКМ. Имеет модификацию А-762 (с минимальными изменениями), принятую на вооружение.
- АЕК-973С — вариант АЕК-973, с выдвижным телескопическим прикладом, изменённой формой и углом наклона пистолетной рукоятки[1].

## Модификации

### Корд

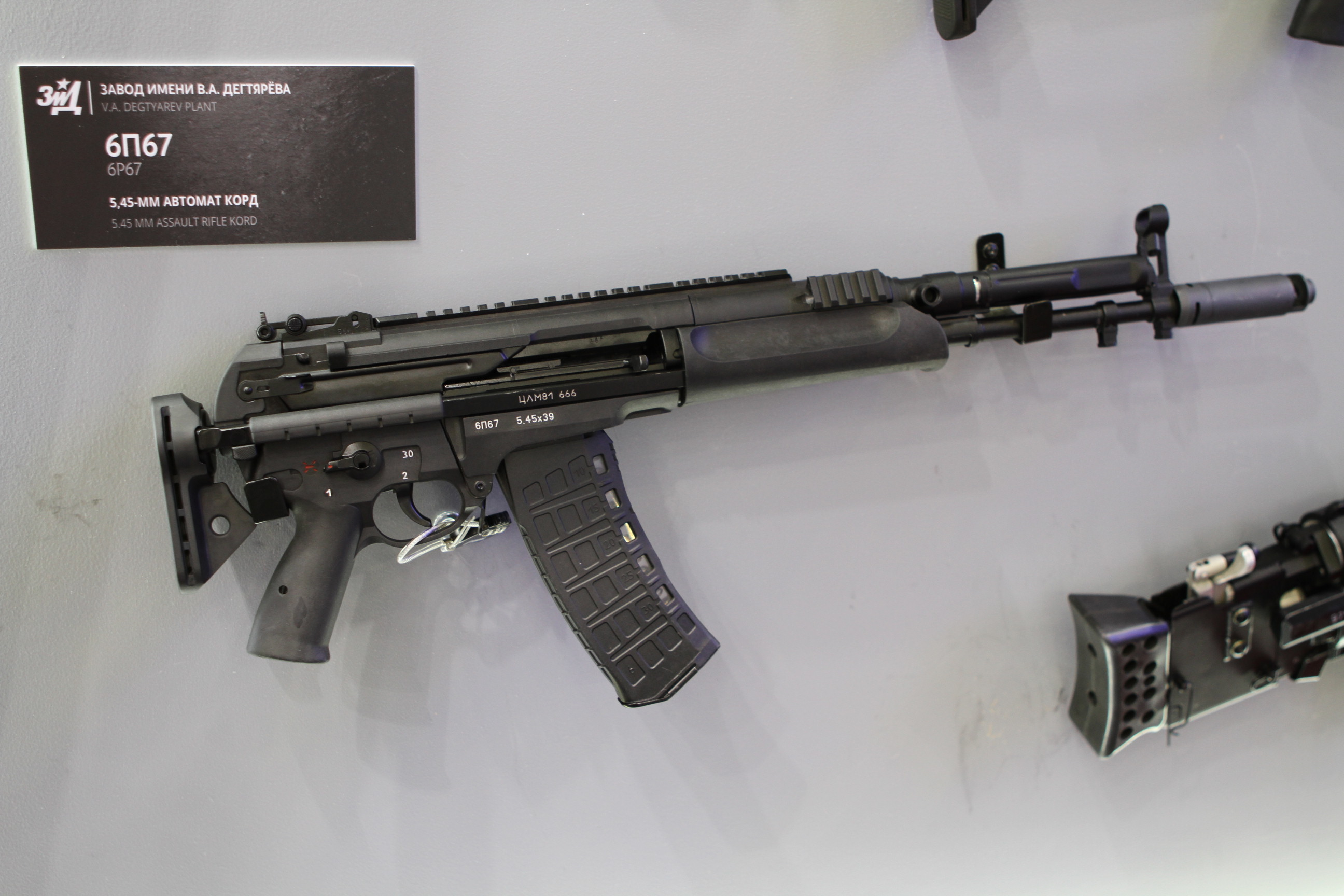
5,45-мм автомат Корд (6П67) на Международном военно-техническом форуме АРМИЯ-2022

Автомат «Корд» создан для участия в конкурсе на новый общевойсковой автомат. Проходил государственные испытания в 2014 году по теме «Ратник» вместе с АК-12 концерна «Калашников», удовлетворив всем тактико-техническим требованиям Министерства обороны Российской Федерации. В ходе испытаний 6П67 показал лучшую кучность при стрельбе длинными очередями, однако уступил по соотношению «цена-качество». По результатам испытаний было принято решение о принятии на войсковую эксплуатацию обоих автоматов в течение 2015 года.
От базовой модели его отличает, прежде всего, иная конструкция ствольной коробки (на АЕК-971 — съёмная крышка), что позволяет крепить на автомат планку Пикатинни для возможности установки различных прицелов и переключатель режима огня с обеих сторон автомата.
По состоянию на начало 2017 года в «3-м Центральном научно-исследовательском институте Министерства обороны» продолжались испытания четырёх автоматов: АК-12, АК-15, 6П67 и 6П68.
В январе 2018 года были приняты на вооружение Сил специальных операций России автоматы 6П67 и 6П68, тогда как конкурирующие автоматы АК-12 и АК-15 были приняты на вооружение как общевойсковые. По имеющимся данным, в ходе испытаний 6П67 показал по сравнению с АК-12 примерно на 10 % более высокую эффективность (вероятность поражения цели) на дальности до 300 метров, но на 10 % меньшую эффективность на дальности более 300 метров, главным образом за счёт худшей, чем у АК-12, кучности стрельбы одиночными выстрелами.
В варианте автомата 6П68 используется патрон 7,62×39 мм.

## Изображения

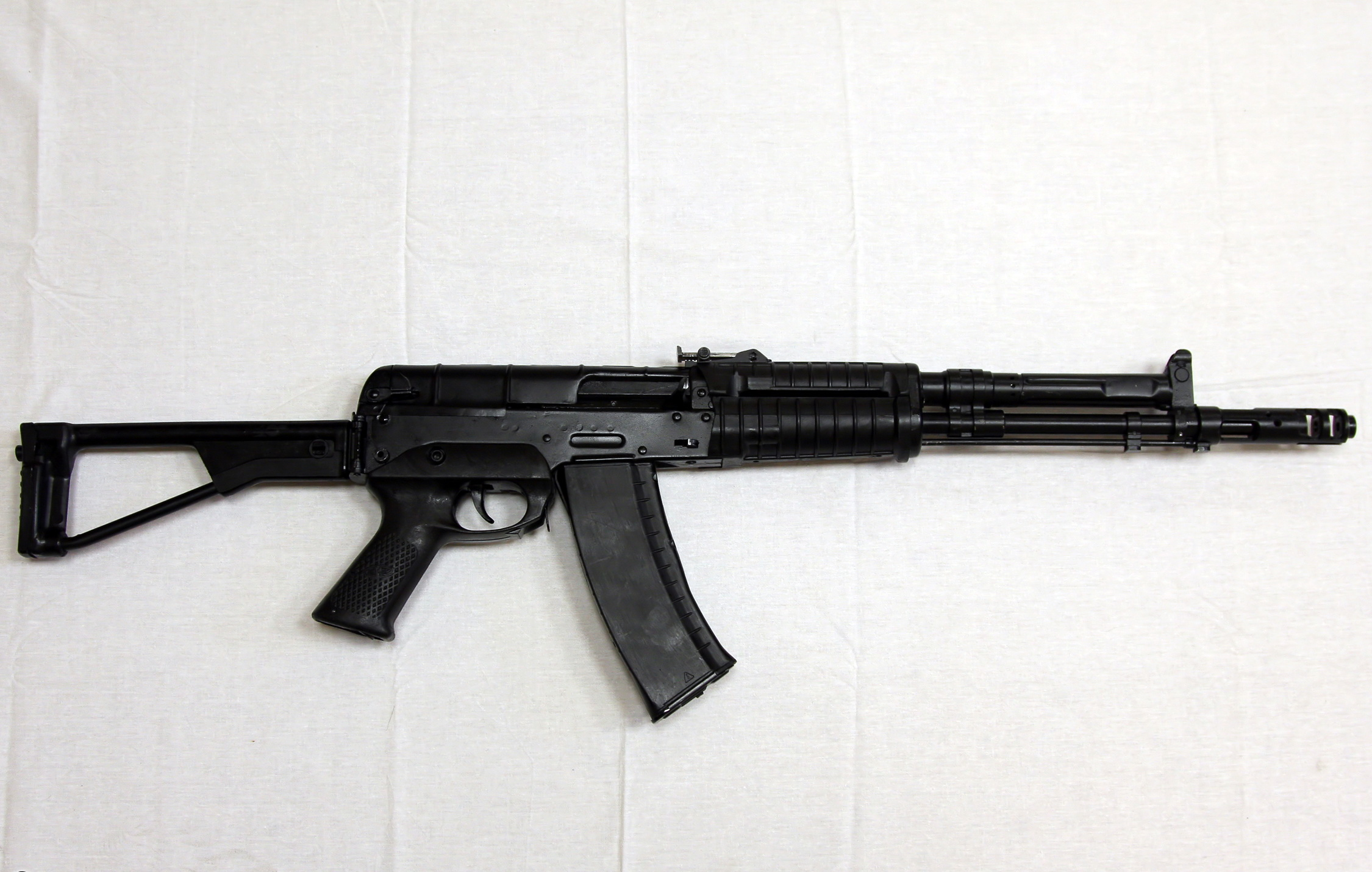
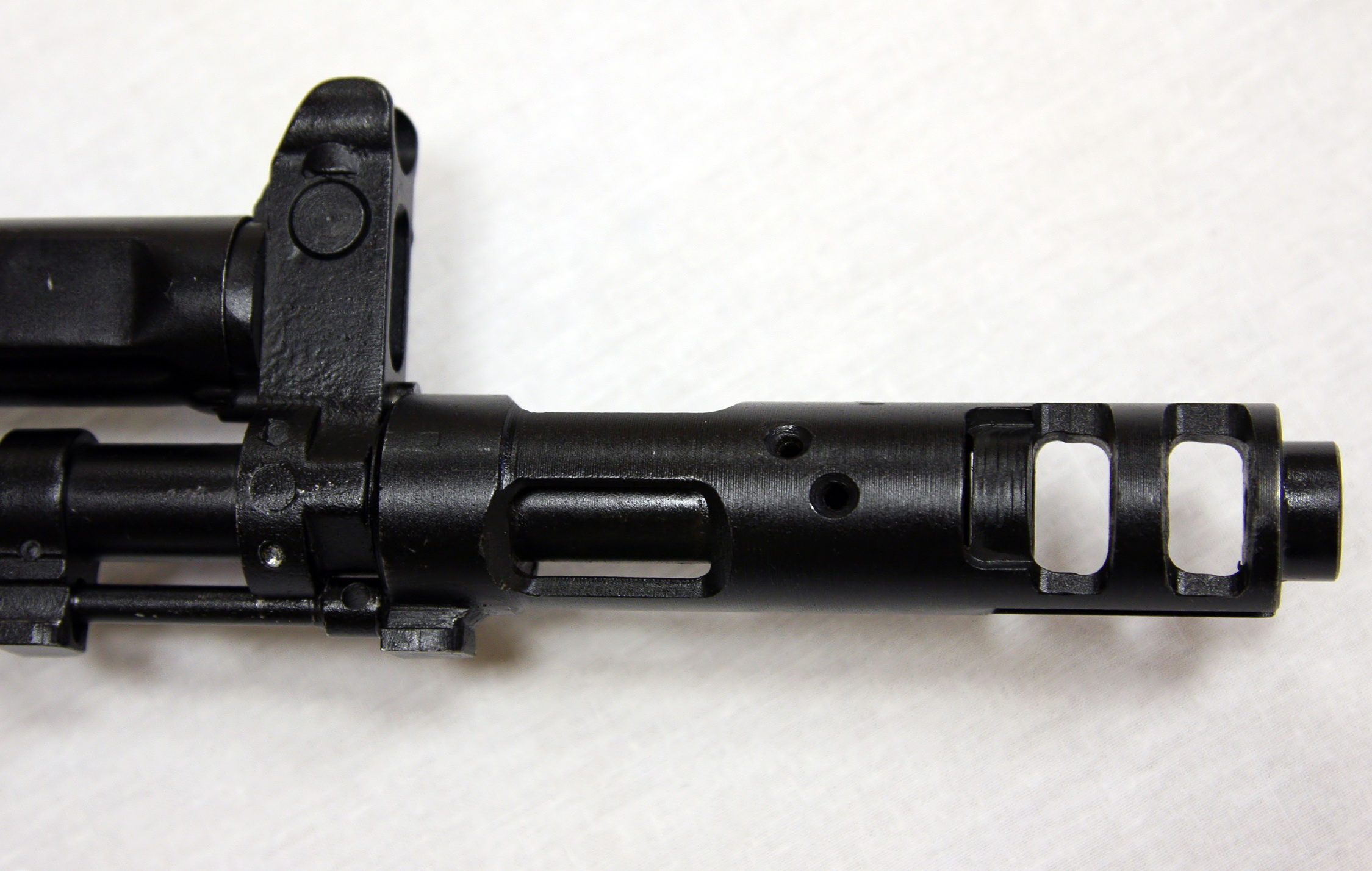
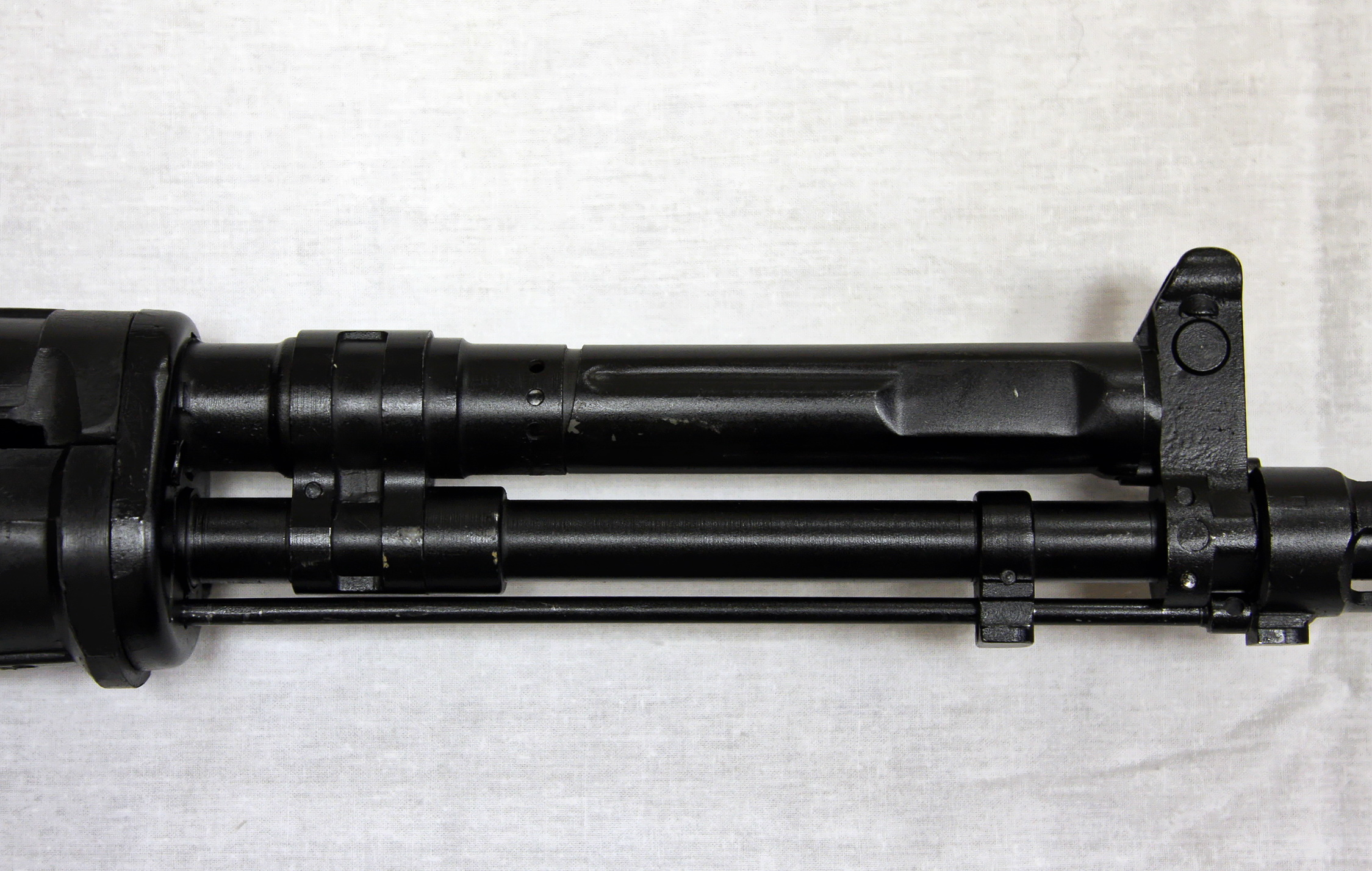
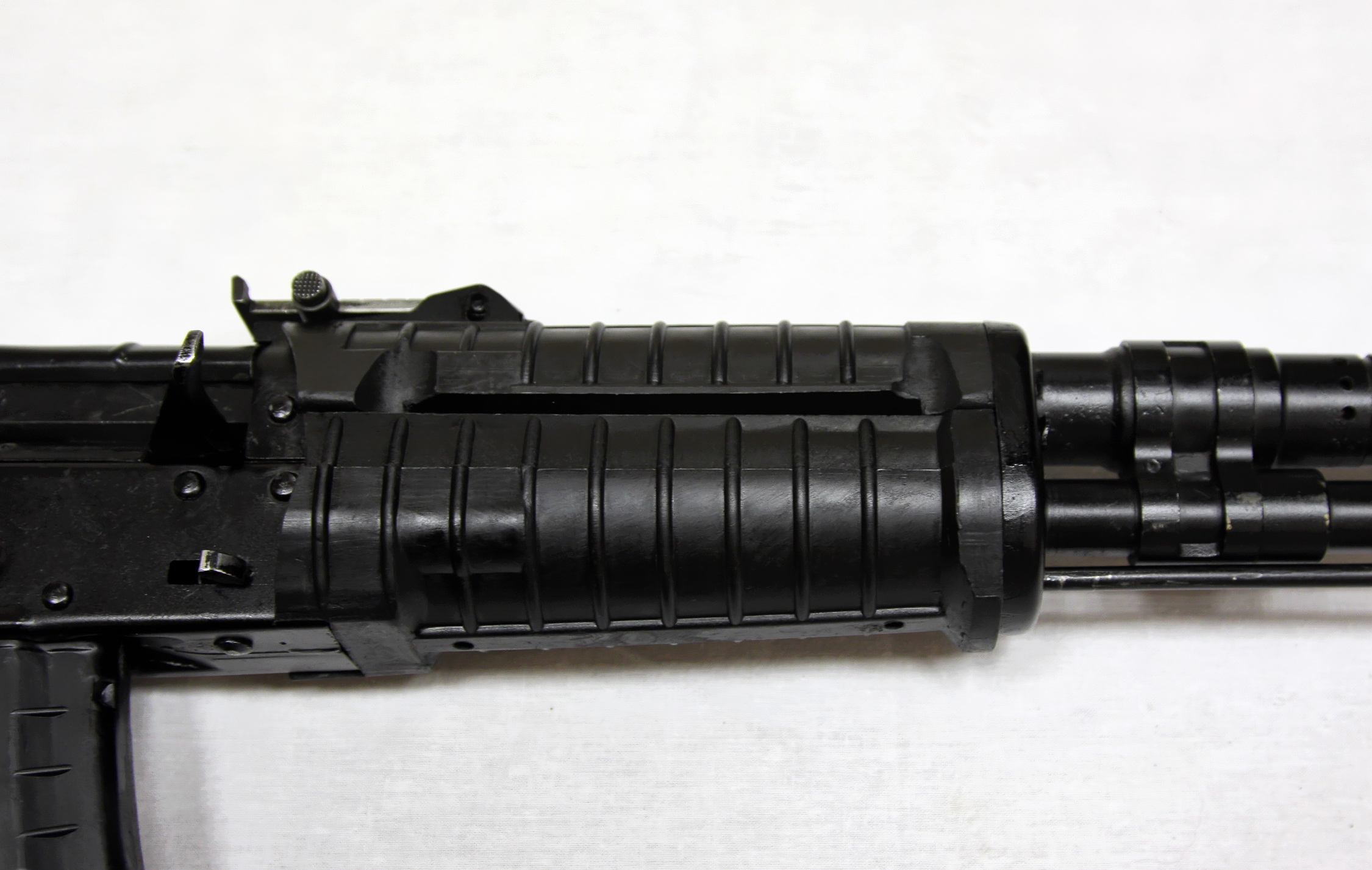
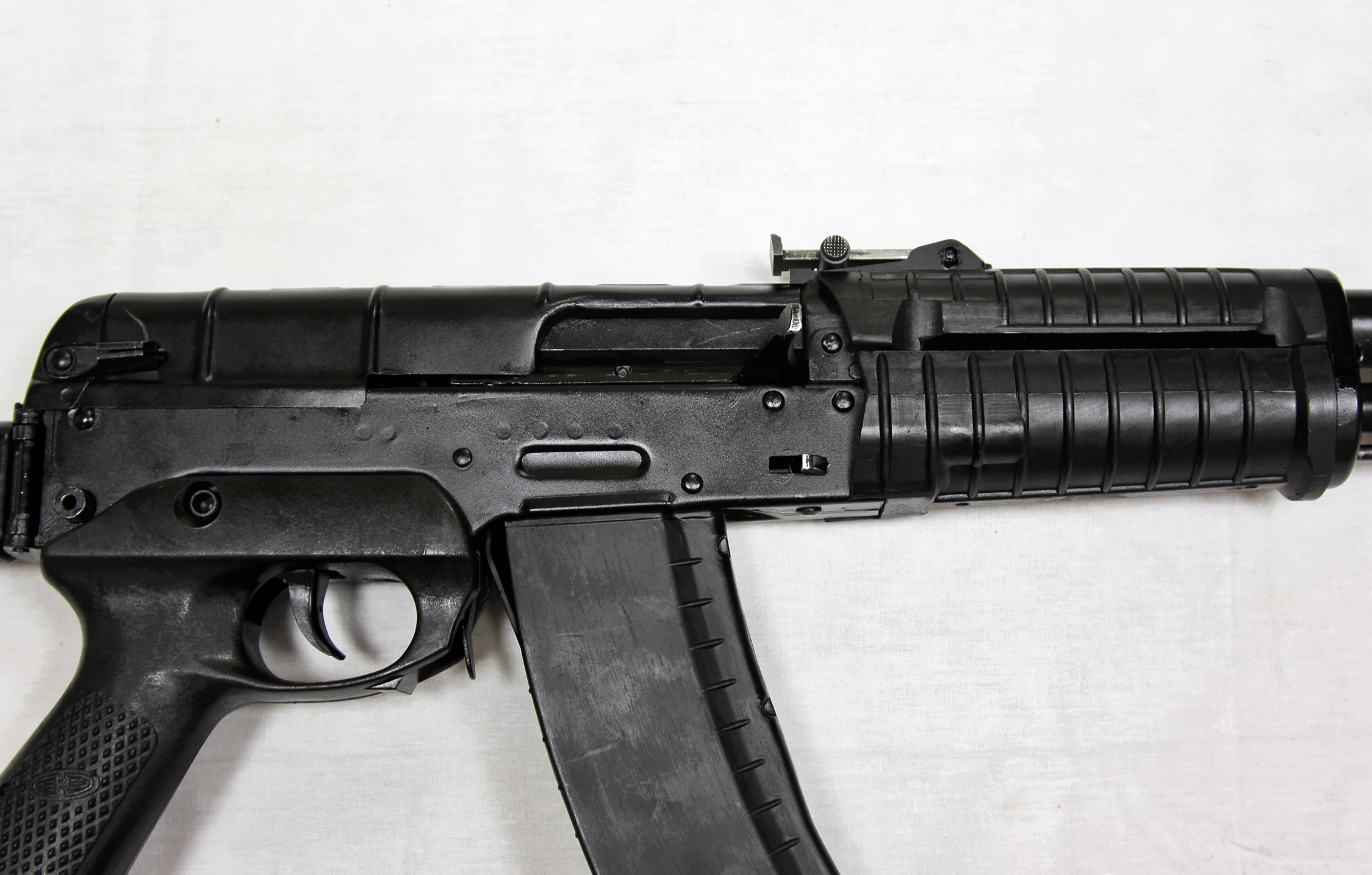
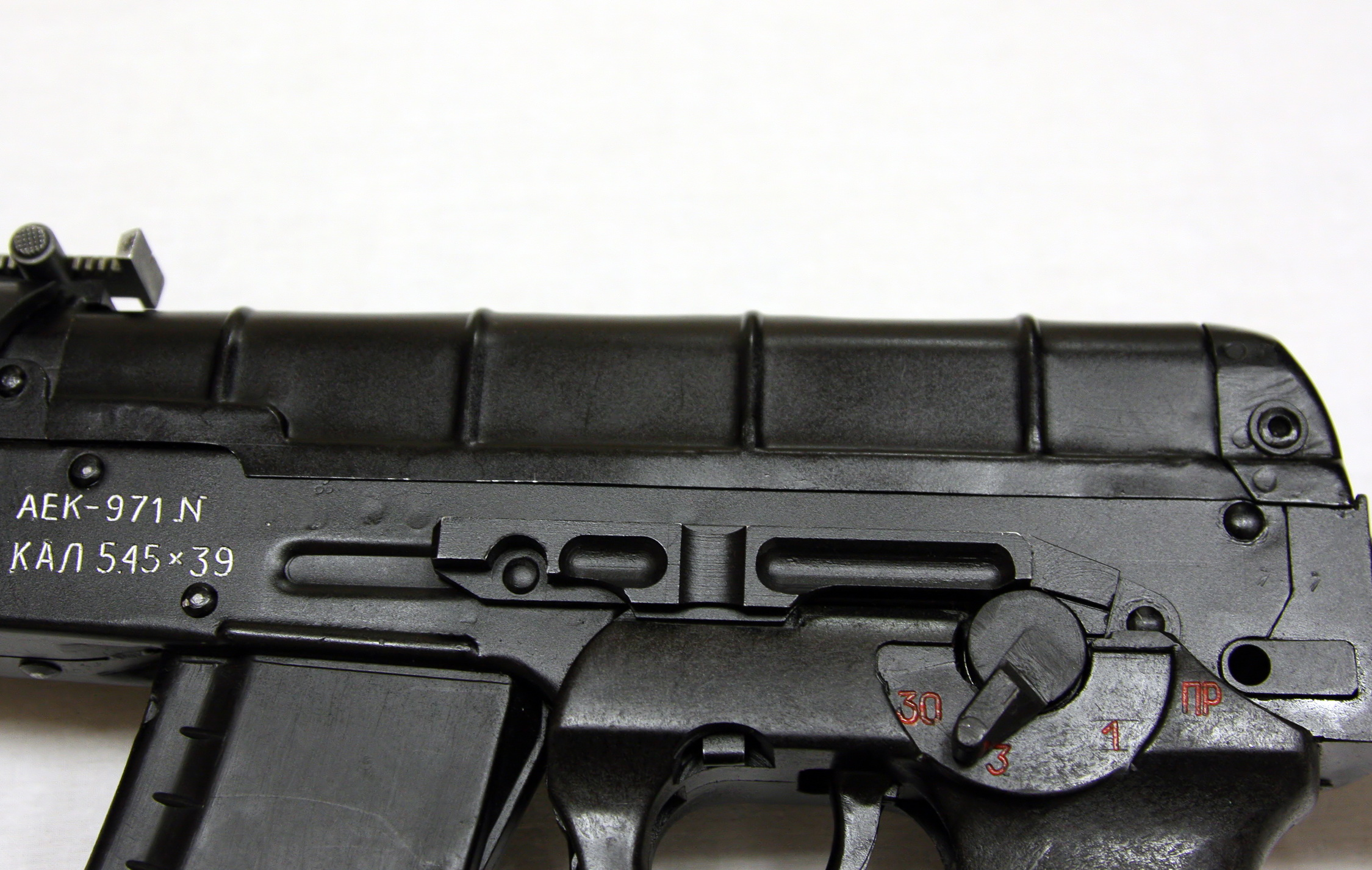
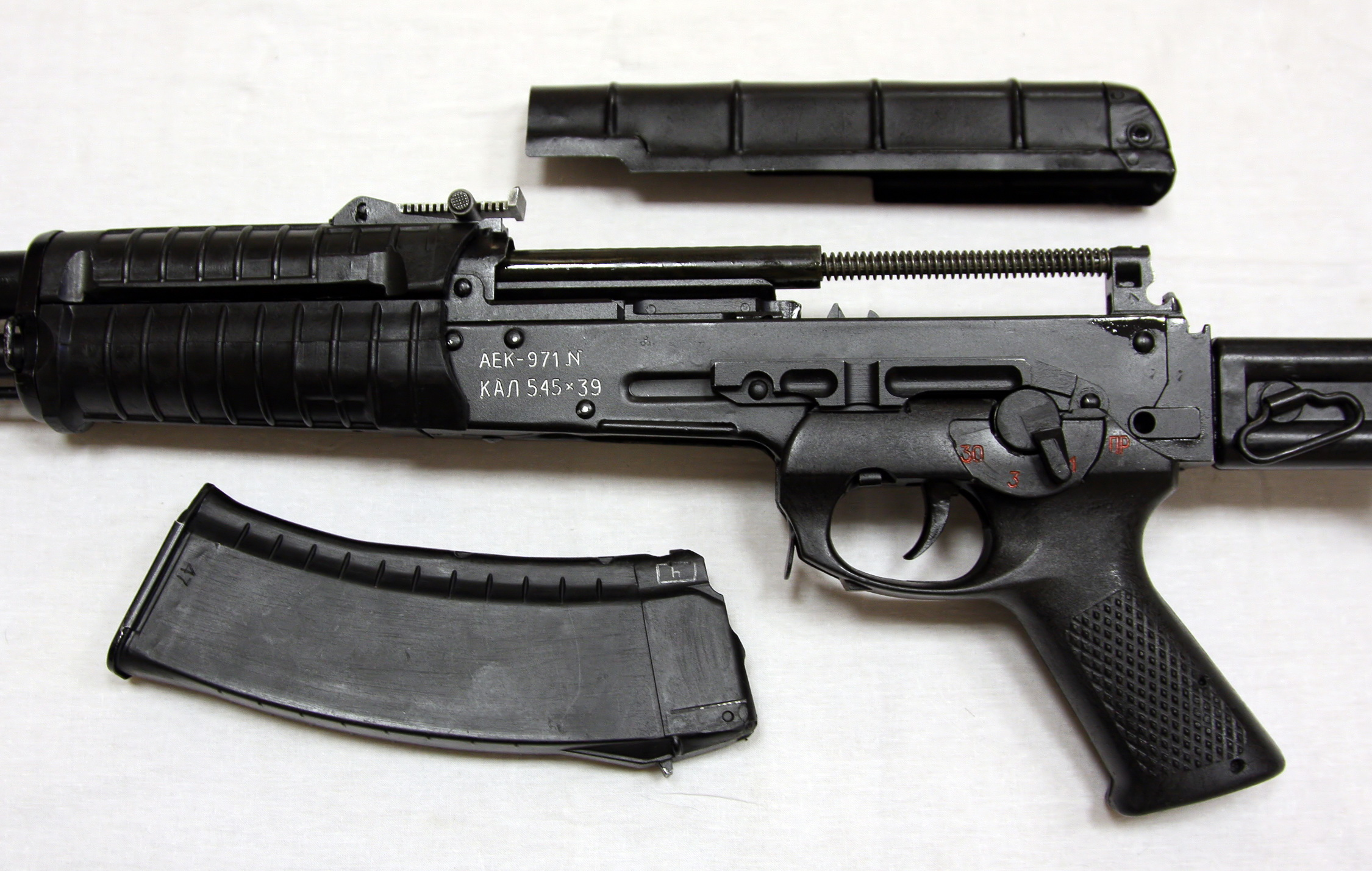
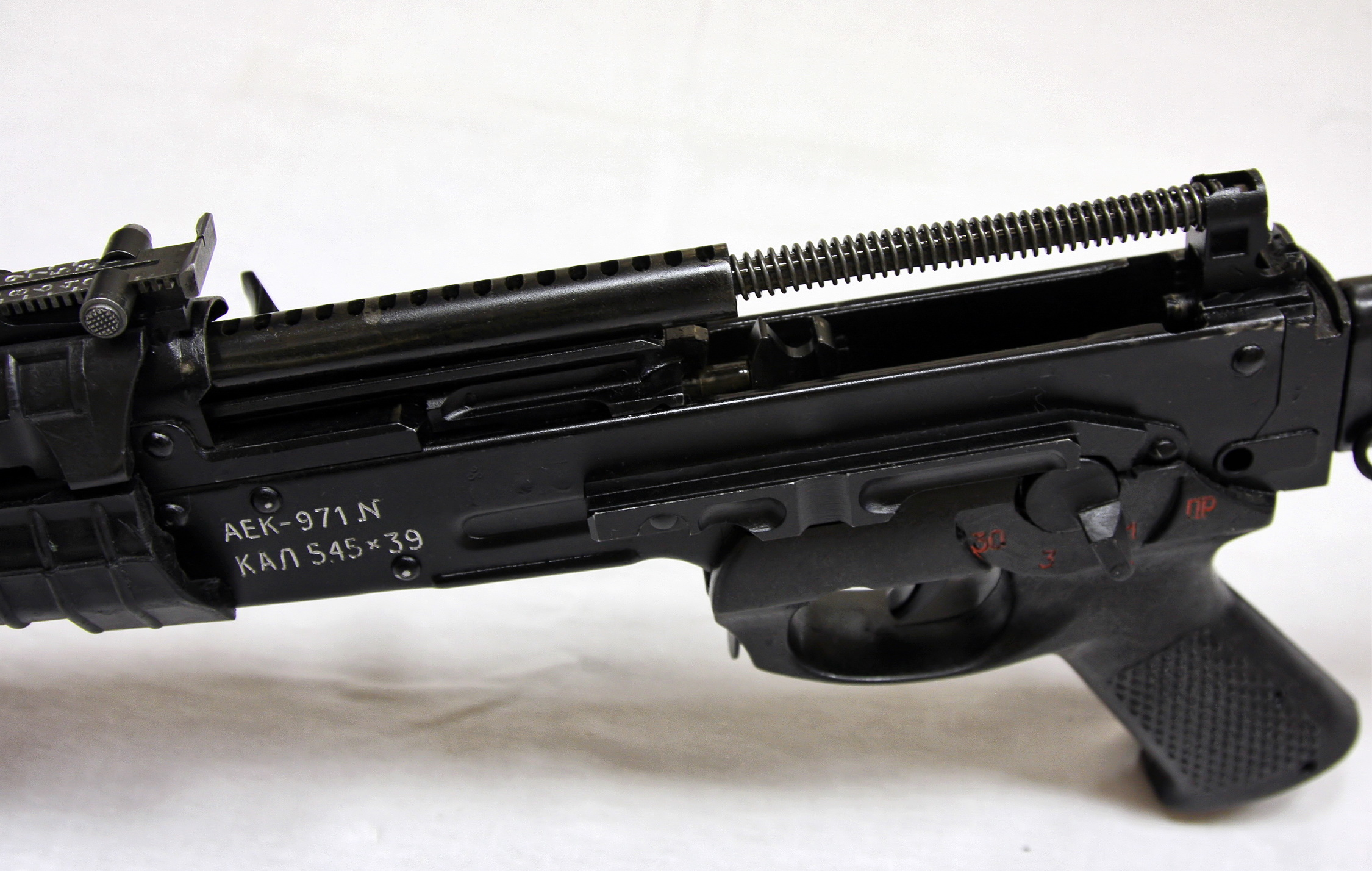